# Macromeracis mima
Macromeracis mima är en tvåvingeart som beskrevs av James 1975. Macromeracis mima ingår i släktet Macromeracis och familjen vapenflugor. Inga underarter finns listade i Catalogue of Life.